# Brana Crnčević

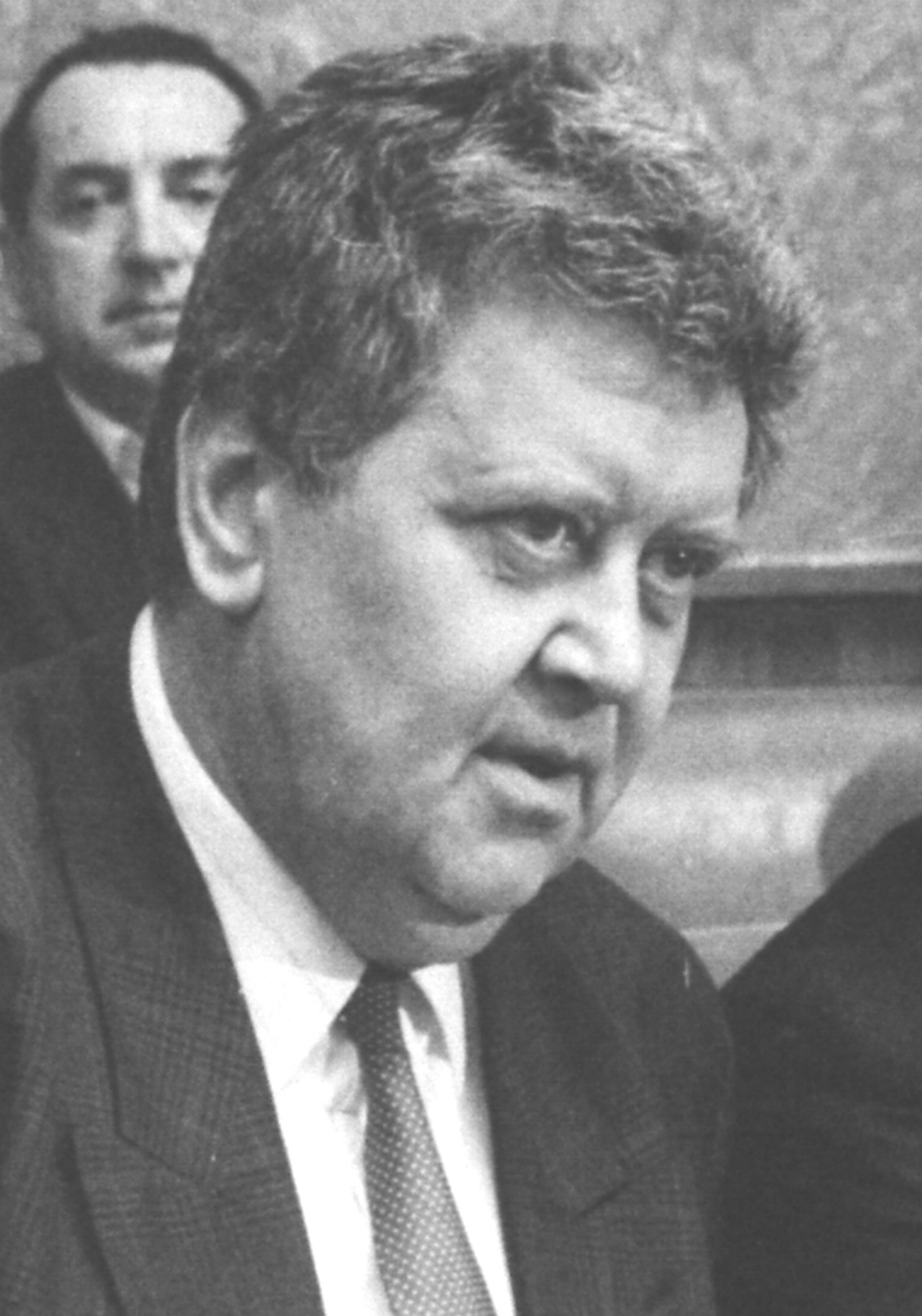
Branislav Crnčević (1990er)

Branislav „Brana“ Crnčević (* 8. Februar 1933 in Kovačica, Königreich Jugoslawien; † 14. April 2011 in Belgrad) war ein jugoslawischer Politiker, Schriftsteller und Aphoristiker, der im deutschsprachigen Raum vor allem durch die Aphorismen im Buch Staatsexamen bekannt wurde.

## Leben
Crnčević studierte nach dem Schulbesuch an der Universität Belgrad und war danach als Büroangestellter in Zrenjanin sowie einer Brauerei in Novi Sad, ehe er eine Tätigkeit als Journalist begann. Zunächst war er bei den Zeitungen Jež, Mali Jež und Duga tätig sowie als Verfasser von Kolumnen für die Zeitschriften NIN und die Tageszeitung Politika.
Sein schriftstellerisches Debüt gab er 1963 mit dem Kinderbuch Bosonogi i nebo, dem im Laufe der Jahrzehnte rund dreißig weitere Bücher folgten. Neben den Kinderbüchern- und Romanen verfasste er aber auch Aphorismen, Erzählungen, Lieder und Fernsehspiele. Seine bekanntesten Aphorismen erschienen 1966 erstmals auch in deutscher Übersetzung unter dem Titel Staatsexamen. Weitere bekannte Bücher von ihm waren Govori kao što ćutiš (1966, dt. Titel: Sag, was du fühlst) sowie Mrav dobra srca (1969, dt. Titel: Das gute Herz der Ameisen).
In den 1990er Jahren begann sich Crnčević, der ein Freund von Slobodan Milošević war, auch zunehmend politisch zu engagieren und war zunächst Mitglied der 1990 gegründeten Srpska Demokratska Stranka (SDS) sowie dann der 1991 begründeten Srpska Radikalna Stranka (SRS). 1996 wurde er Mitglied des Senats der Republik Serbien (Senata Republike Srpske) und gehörte 2008 zu den Gründern der aus der Spaltung der SRS hervorgegangenen Srpska Napredna Stranka (SNS).
Zuletzt erschien von ihm im Jahr 2010 das Buch Šta ima.